# Komiagino (przystanek kolejowy)
Komiagino (ros. Комягино) – przystanek kolejowy w miejscowości Komiagino, w rejonie wiaziemskim, w obwodzie smoleńskim, w Rosji. Położony jest na linii Moskwa – Mińsk – Brześć.

## Historia
Przystanek powstał w XIX w. na drodze żelaznej moskiewsko-brzeskiej pomiędzy stacjami Mieszczerskaja i Wiaźma.